# Kommis

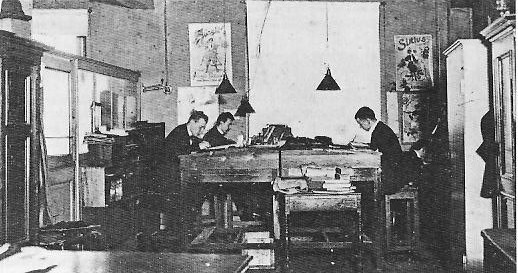
Kommis bei der Arbeit

Kommis, auch Commis, ([kɔˈmiː], von frz. commis = Gehilfe) ist eine veraltete Bezeichnung für einen Kontoristen, Handlungsgehilfen oder kaufmännischen Angestellten. Die in den Büroräumen der Kontorhäuser arbeitenden Kommis hatten nach ihrer Lehre einen Zwölf-Stunden-Tag und mussten mit der Hand schreiben, da die bereits 1873/1874 fabrikmäßig hergestellten Schreibmaschinen erst 1894 in die Kontorhäuser einzogen.